# Danza pírrica

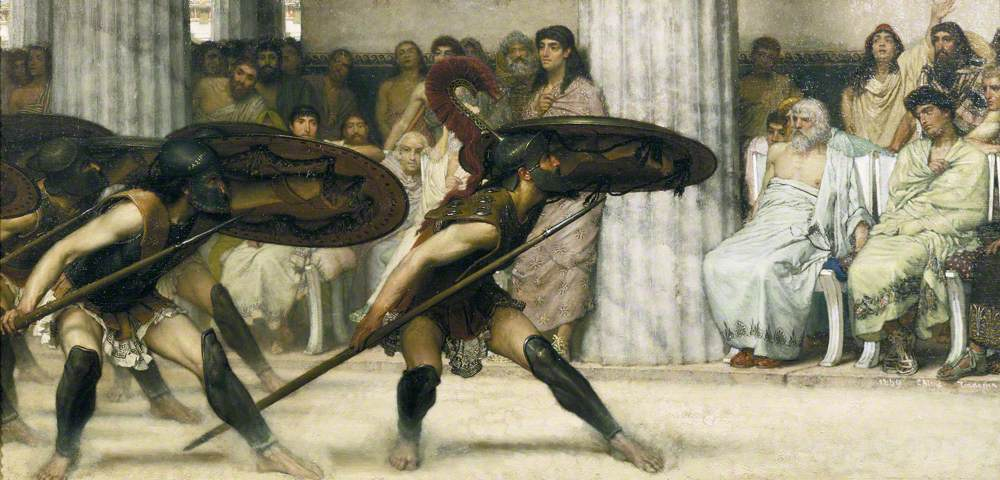
"Danza pírrica" (Art Gallery, Londres 1869).

El Pírrico o Danza pírrica (en griego πυρρίχιος) es la danza de guerra griega más antigua. Los bailarines bailaban portando la armadura de guerra, un escudo, una lanza y casco. Tenía connotaciones de ceremonias, fesitividades, y funerales. 

## Versión mítica
Hay tres versiones míticas de su creación: 
1. Durante el reinado de Cronos, antes de los Titanes, y mientras Zeus todavía era un bebé, los Curetes bailaron a su alrededor haciendo ruidos con sus armas y escudos para que el Crono no escuchara el grito de Zeus, de ser así, su padre se lo devoraría como a sus anteriores hijos.
2. En el asedio durante la Guerra de Troya, Aquiles, antes de incinerar a los muertos, bailó pirros (πυρά) en la plataforma de leña antes de llevar a Patroclo al funeral.
3. Pirro (hijo de Aquiles, en griego Πύρρος) bajo los muros de Troya bailó esta danza, de alegría por la muerte de Eurípilo.

## Según Platón
| |
| (815a) ... la danza de guerra que difiere de la pacífica con razón podría llamarla pírrica. Él imita, por un lado. los movimientos que uno hace para evitar todos los golpes que se acercan o se alejan, para caer hacia un lado, retroceder, saltar alto, caer bajo; posturas agresivas, es decir, tiro con arco y jabalina y gestos que imitan todo tipo de golpes. La existencia adecuada y coordinada de estos bailes, al imitar cuerpos finos y almas finas, ocurre cuando todos los miembros del cuerpo mantienen la rectitud de sus líneas. |

(Platón, Leyes, 7-815a)

## Antecedentes históricos
Las referencias históricas identifican a Tales de Creta como musicalizador de estas danzas en  Esparta. Cualquiera sea el origen mítico del pirros, es seguro que era bailado desde el Mar Negro hasta Chipre y Creta, mientras que los espartanos lo consideraban un tipo de entrenamiento marcial y lo aprendían desde niños pequeños. Para esta danza encontramos referencias en Homero y Jenofonte. El segundo se refiere a otra versión más "ligera" o derivada del pirros. Esta versión de la danza se relega a una danza del simposio, no bailada por grupos de guerreros divididos en defensores y atacantes, sino por un grupo de bailarines (hombres y mujeres) en un círculo. "Epikridios" y "Orcitis" fueron otros dos tipos derivados de esta danza en la antigüedad.